# Prasinocyma exilior
Prasinocyma exilior là một loài bướm đêm trong họ Geometridae.